# 졸업 (1967년 영화)
《졸업》(영어: The Graduate)은 1967년 개봉한 미국의 로맨틱 코미디 영화이다. 마이크 니컬스가 감독했으며, 찰스 웨브의 1963년 소설 《The Graduate》에 기반을 두고 있다. 각본은 호텔 점원으로 카메오 출연을 한 칼더 윌링엄과 벅 헨리가 썼다. 1960년대 최고의 미국 영화 중 하나로 손꼽히는 아메리칸 뉴웨이브 시네마의 기수 역할을 한 영화이다. 당대 극장 흥행과 OST 판매량은 어마어마한 성공을 거두었으며, 이 정도로 흥행과 평론 모두 성공적이었던 1960년대 후반의 영화는 2001: 스페이스 오디세이 외에는 거의 없다.

## 줄거리
영화는 대학을 막 졸업했지만 무엇을 해야할지 모르며, 로빈슨 부인(앤 밴크로프트 분)에게 유혹을 받는 벤저민 브래독(더스틴 호프먼 분)의 이야기를 전해준다. 벤저민은 그 후 로빈슨 부인의 딸 일레인(캐서린 로스 분)과 현실적인 사랑에 빠지게 된다.
하지만 무엇이 현실이고 무엇이 비현실인가. 이에 대한 답을 찾는 순간 당신은 졸업을 하게 될 것이다.

## 출연
- 더스틴 호프먼 - 벤저민 브래독
- 앤 밴크로프트 - 로빈슨 부인
- 캐서린 로스 - 일레인 로빈슨
- 윌리엄 대니얼스 - 브래독
- 머리 해밀턴 - 로빈슨
- 엘리자베스 윌슨 - 브래독 부인
- 브라이언 에이버리 - 칼 스미스
- 월터 브룩 - 맥과이어
- 리차드 드레이퍼스 - 학생
- 벅 헨리 - 호텔 예약원

## 한국판 성우진(KBS) (1998년 4월 11일)
- 배한성 - 벤저민(더스틴 호프먼)
- 이선영 - 로빈슨 부인(앤 밴크로프트)
- 송도영 - 일레인(캐서린 로스)
- 김규식 - 로빈슨(머리 해밀턴)
- 유민석 - 초대 손님(로버트 P. 리브) / 이웃집 주인(노만 펠)
- 이영주 - 벤저민의 어머니(엘리자베스 윌슨) / 전화 음성
- 이윤선 - 벤저민의 아버지(윌리엄 대니얼스) / 호텔 직원
- 최문자 - 초대 손님(마리스 릭슨) / TV 방송 음성
- 이재용 - 칼(브라이언 애버리) / 초대 손님(월터 브룩) / TV 방송 음성
- 서광재 - 호텔 예약원(벅 헨리) / 칼의 친구
- 성완경 - 호텔 웨이터(클라크 로스) / 주유소 직원(노암 피틀릭) / 칼의 친구

## 음악
- 사이먼 앤 가펑클 - 〈Mrs. Robinson〉,〈The Sounds of Silence〉

## 수상
- 1967년 아카데미상 감독상

## 같이 보기
- 뉴 할리우드